# فاضل الفهد
فاضل الفهد (1975 - 20 فبراير 2012)، ممثل كويتي. بدأ المجال الفني في عام 1995 من خلال مسلسل (صالح تحت التدريب)، ليشارك بعدها في العديد من الأعمال من أبرزها (اللي يدري يدري، صح لسانك، الخطر معهم)، ليبتعد بعدها عن المجال الفني، وافته المنية عام 2012.

## أعماله

### في التلفزيون
- صالح تحت التدريب (1995)
- يا معود (1997)
- الصحيح مايطيح (1997)
- إثنان على الطريق (1997)
- بيت الوالد (1998)
- سابع جار (1998)
- الخطر معهم الجزء الأول (2000)
- العضب (2002)
- الخطر معهم الجزء الثالث (2003)
- نقطة تحول (2005)

### في المسرح
- وادي الأشرار
- فلونة وسلاحف النينجا (1992)
- عتوي وتوم (1992)
- رنين في الغابة (1993)
- كابتن ماجد والأطفال (1994)
- صح لسانك (1997)
- اللي يدري يدري (1999)
- عالباب يا شباب (2000)
- الجزيرة المسحورة (2001)
- مدرسة قطعة 13 (2001)
- ما يصح إلا الصحيح (2002)

### البرامج
- مسرحيات 2000 (1999)
- غنائيات (1999)